# Supertaça Cândido de Oliveira de 1999
A Supertaça Cândido de Oliveira relativa à época 1998-1999 foi a 21ª edição da Supertaça Cândido de Oliveira.
O troféu foi disputado entre o Porto vencedor da Primeira Liga e o Beira-Mar vencedor da Taça de Portugal.
Foi a penúltima edição em que a discussão do título se fazia a duas mãos, ou três, caso a soma do resultado das duas primeiras fosse o empate. Situação que não foi necessária nesta edição. Na primeira mão, jogada no Estádio Mário Duarte, o campeão nacional venceu por 2 golos contra um. O jogo relativo à segunda mão, realizado no Estádio das Antas voltou a ser novamente uma vitória para o Porto, desta vez por três golos contra um. Assim o Porto venceu o troféu.

## Finais

### 1ª mão
| 7 de Agosto de 1999 | Beira-Mar | 1 – 2 | Porto                          | Estádio Mário Duarte, Aveiro |
|                     | Fary 65'  |       | Domingos 66' · Esquerdinha 73' | Árbitro: Jorge Coroado       |

### 2ª mão
| 15 de Agosto de 1999 | Porto                            | 3 – 1 | Beira-Mar | Estádio das Antas, Porto   |
|                      | Jardel 6' 82' · Lobão 86' (g.p.) |       | Óscar 28' | Árbitro: Isidoro Rodrigues |

## Campeão
| Supertaça Cândido de Oliveira 1998-99 |
| ------------------------------------- |
| Porto 11º Título                      |